# 阿尔布雷希特·彭克

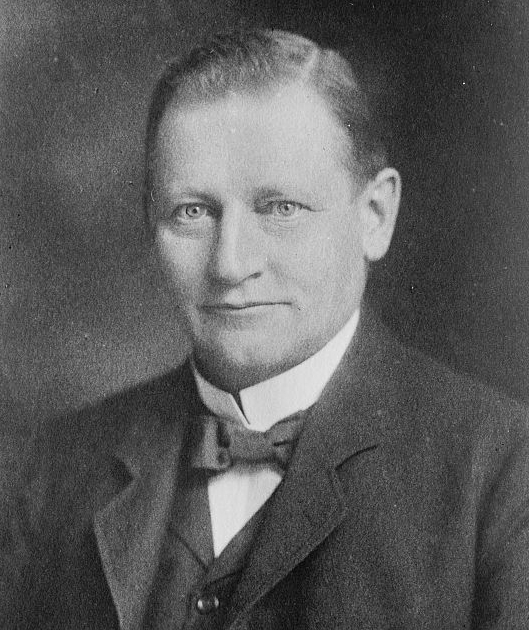
阿尔布雷希特·彭克

阿尔布雷希特·彭克（Albrecht Penck，1858年9月25日—1945年3月7日）德国地理学家、地质学家。生于莱比锡附近的Reudnitz，曾任维也纳大学（1885年-1906年）和柏林大学（1906年-1927年）两校教授和地理系主任，兼海洋和地理研究所所长。1905年当选瑞典皇家科学院外籍院士。1945年逝世于布拉格。
阿尔布雷希特·彭克师承李希霍芬，致力于自然地理学特别是地貌学的研究，对冰期与冰川形成问题，也进行过较深入的研究。他把阿尔卑斯山区第四纪冰川时期分为四次冰期，创立第四纪冰川地层学。其子瓦尔特·彭克也是德国著名的地貌学家、地质学家。
主要著作有《地表形态学》（Morphologie der Erdoberfläche; 2卷, 1894） 、《冰期的阿尔卑斯》(与勃留克纳[E. Brückner,1862--1927]合著) （Die Alpen im Eiszeitalter; 3卷, 1909）等。